# Volum de distribuție
Volumul de distribuție (notat Vd), denumit și volum aparent de distribuție, este un parametru farmacologic ce exprimă volumul lichidului total în care are loc difuzarea unui medicament administrat (substanței active),  volum corespunzător concentrației substanței respective în plasma sanguină. Altfel spus cuvinte, acestea este volumul care ar fi necesar pentru a conține cantitatea întreagă de medicament administrat, la o concentrație egală cu concentrația sa plasmatică (din sânge). Volumul de distribuție se exprimă la modul general ca un raport dintre cantitatea totală de medicament din organism (adică doza administrată) și concentrația măsurată în plasmă (sânge, plasmă sau lichidul interstițial):
{\displaystyle {V_{D}}={\frac {\mathrm {cantitatea\ totala\ administrata\ de\ medicament} }{\mathrm {concentratia\ plasmatica\ a\ medicamentului} }}}

Volumul de distribuție se exprimă în litri sau l/kg.

## Exprimare matematică
{\displaystyle V_{d}={\frac {D}{C_{0}}}}
- D= doza administrată pe cale intravenoasă
- C0= concentrația sanguină, măsurată imediat după o administrare intravenoasă.

Volumul de distribuție poate fi crescut prin epurare renală (în cazul retenției urinare), sau afecțiuni hepatice, și poate fi scăzut în deshidratarea organismului. În orice caz, pentru determinarea VD, este nevoie de o anumită concentrație plasmatică a medicamentului; oricum VD nu este un volum real, el reflectînd mai degrabă modul de distribuție a substanței în interiorul organismului, funcție de anumite proprietăți fizico-chimice.
VD poate fi utilizat pentru a determina distribuția unui medicament în spațiile hidrice ale organismului, comparativ cu sângele:
{\displaystyle {V_{D}}={V_{P}}+{V_{T}}\left({\frac {fu}{fu_{t}}}\right)}
- VP = volumul plasmatic
- VT = volumul tisular (de țesut) aparent
- fu = fracția nelegată în plasmă
- fuT = fracția nelegată în țesut

## Utilitatea Vd
Vd este necesar pentru detreminarea procentului de legare a medicamntului de proteinele plasmatice (concentrarea în plasmă), dar și la determinarea gradului de fixare în țesut. 
| Medicament        | VD          | Comentarii                                                                     |
| Warfarin          | VD = 8L     | Grad mare a legării de proteinele plasmatice.                                  |
| Teofilina, Etanol | VD = 30L    | Reprezină distribuția în mediul apos al organismului.                          |
| Clorochina        | VD = 15000L | Arată o lipofilie foarte mare,moleculă distribuită mai ales în țesutul adipos. |
| NXY-059           | VD = 8L     | Molecula cu un grad hidrofilic, estrem de mare.                                |

Se pot descrie cîteva modele de distribuție:
- Distribuția într-un volum de aproximativ 3l, adică exclusiv în compartimentul intravascular: cazul dextranilor și heparinei, substanțe cu moleculă mare.
- Distribuția într-un volum de aproximativ 14 l, ceea ce corespunde compartimentelor intravascular și extracelular: curarizantele, antibioticele aminoglicozidice, substanțe polare care nu trec prin membrana celulară.
- Distribuția într-un volum de aproximativ 42 l, care arată pătrunderea în toate compartimentele: vascular, extracelular și intracelular: fenobarbitalul sau diazepamul, medicamente ușor solubile în grăsimi.

## Factori care influențează Vd
- Vîrstă
- Stare de graviditate
- Circuitul enterohepatic și enterogastric